# Número telefónico único
Número telefónico único, Número telefónico unificado, Número nunca ocupado, Línea Rotativa y otras tantas denominaciones similares se refieren a un servicio ofrecido por empresas telefónicas y de telecomunicaciones que permite usar un mismo número de teléfono asociado a varias líneas telefónicas, generalmente instalado en oficinas y negocios. Para contar con el servicio es necesario tener al menos dos líneas telefónicas, aunque generalmente se ve instalado con al menos cuatro.
Este servicio agiliza considerablemente la comunicación entre cliente y vendedor; permite memorizar o anunciar un solo número, con el cual se podrán mantener múltiples conversaciones o enlaces simultáneamente. Es por esto que también se le llama al servicio número nunca ocupado, pues si está una línea en uso, la llamada entrante pasará a otra línea.
Al usuario que contrata el servicio se le asigna un número (generalmente un número fácil de recordar) al que se le destina un conjunto de líneas que por lo general se encuentran en la misma localización geográfica, y a su vez, conectadas a una centralita interna o PBX.
Al momento de que un llamante desee contactar con la oficina que cuenta con el servicio de número único, la llamada se enrutará por cualquiera de las líneas que estén libres pertenecientes al grupo con el servicio, ya sea en forma aleatoria, rotativa, o siguiendo un orden de prioridad predefinido. En el caso de estar conectado a un PBX, es indiferente por qué línea ingresó la llamada pues generalmente van a un mismo destino, como lo puede ser un menú de marcado, o un recepcionista humano. 
Un problema muy común con el servicio se presenta cuando una o más de las líneas que conforman el servicio se avería. Se vuelve complicado establecer comunicación con la compañía: cuando ésta es enrutada a la línea averiada, el llamante escuchará tono de timbre sin respuesta, y tendrá que volver a marcar el número para que la central telefónica de la compañía que ofrece el servicio enrute la llamada a otra línea en buen estado, completándose la comunicación. Es por este motivo que la configuración de ruteo de llamadas debería ser aleatorio, rotativo o alternado, para que al marcar el número nuevamente sea asignado a líneas diferentes. De no ser así, el que llama tratará de comunicarse reiteradamente con la misma línea averiada.
El servicio, aunque va destinado para agilizar las llamadas entrantes de un local comercial, también viene por lo general con una característica en las llamadas salientes: el que recibe la llamada originada desde la oficina (con cualquiera de las líneas asociadas en el servicio) registrará el mismo número en su identificador de llamadas. En otras palabras, llamando de cualquiera de las líneas, el abonado de destino identificará al llamante por el mismo número en su dispositivo de identificador de llamadas. (Caller ID)
El servicio es a veces llamado erróneamente servicio PBX o servicio Ce

## Número virtual
En ciertas ocasiones, el servicio puede ser ofrecido de otro modo: El usuario posee tantas líneas como desee, cada una con el mismo número o con número distinto, pero se le asigna un número virtual que el llamante accesará al marcarlo. Una vez marcado este número virtual, algoritmos en las computadoras de la compañía de teléfono enrutarán la llamada a cualquiera de las líneas que físicamente están instaladas. En algunos países a este servicio se le conoce también como Número Central.
El número virtual, no sería más que un acceso directo que enrutará la llamada a otro número único, o a un conjunto de líneas previamente definido.
El propósito de esta configuración suele ser generalmente para asignar un número con distinta tarificación de cobro al llamante: cobro revertido, número gratuito, cargo adicional, etc.
Por ejemplo: el 112 o 911 de emergencia es uno de ellos. La central telefónica local rutearía la llamada a otro número que es el instalado en las oficinas de atención de emergencia. No se descarta entonces la posibilidad de contactarse con los números de emergencia a través de números comunes, y pagando la tarifa por una llamada a dicho número ya que el 911 o 112 suelen ser gratis. Se da por supuesto que un servicio de atención a emergencias está capacitado para recibir más de una llamada a la vez.

## Ejemplo
La Compañía X tiene 6 líneas telefónicas asociadas al número 5551000.
- El abonado A quiere comunicarse con "La Compañía X".
- Marca 5551000.
- La central telefónica de la compañía que ofrece el servicio hace un monitoreo instantáneo de las líneas en uso y libres de "La Compañía X", y asigna la llamada a cualquiera de las libres.
- En caso de estar las 6 líneas comunicando, el usuario recibirá el tono de ocupado.
- Si hay al menos 1 línea libre, la llamada será enrutada por esa vía, completándose la llamada.

Todo esto ocurre en décimas de segundo si la central es digital.

## Códigos alfanuméricos
Para recordar fácilmente números de teléfono únicos en ocasiones se utilizan phonewords (del inglés phone words, "palabras de teléfono"), que son códigos que utilizan tanto números como letras. P.e. el Canal de Isabel II utiliza para atender a sus clientes el código 9000CANAL, equivalente al número de teléfono 900022625.

## Números telefónicos únicos en España
En España se usan los números 900, gratuitos para el llamante (llamadas pagadas por la empresa que las recibe); 901, de coste compartido; 902, llamadas costeadas por el llamante; etc.